# Fowler (Michigan)
Fowler è un villaggio degli Stati Uniti d'America, situato nello Stato del Michigan, nella contea di Clinton.